# Nosa Iyobosa Edokpolor
Nosa Iyobosa Edokpolor (* 22. September 1996 in Benin City, Nigeria) ist ein österreichischer Fußballspieler nigerianischer Herkunft.

## Karriere
Iyobosa Edokpolor begann seine Karriere beim SV Glanegg. Zur Saison 2006/07 wechselte er in die Jugend des FC St. Veit. Im April 2012 spielte er erstmals für die erste Mannschaft von St. Veit in der viertklassigen Landesliga. In der Saison 2011/12 kam er insgesamt zu drei Landesligaeinsätzen. In der Saison 2012/13 kam er zu 15 Einsätzen in der vierten Liga. Im Mai 2014 erzielte er bei einer 5:2-Niederlage gegen den SC Landskron sein erstes Tor in der vierthöchsten Spielklasse.
Zur Saison 2014/15 wechselte er nach Italien in die Jugend der US Palermo. Für die U-19 von Palermo kam er zu sechs Einsätzen in der Campionato Primavera. Zur Saison 2015/16 kehrte er nach Österreich zurück und wechselte zu den drittklassigen Amateuren des Wolfsberger AC. Im Juli 2015 absolvierte er gegen den Annabichler SV sein erstes Spiel in der Regionalliga. In der Saison 2015/16 kam er zu 27 Regionalligaeinsätzen, mit den Amateuren der Kärntner stieg er zu Saisonende allerdings in die Landesliga ab.
Daraufhin wechselte Iyobosa Edokpolor zur Saison 2016/17 zum Zweitligaaufsteiger SV Horn, bei dem er einen bis Juni 2018 laufenden Vertrag erhielt. Sein Debüt in der zweiten Liga im August 2016, als er am sechs Spieltag jener Saison gegen den SC Wiener Neustadt in der Nachspielzeit für Ferdinand Weinwurm eingewechselt wurde. Bis Saisonende kam er zu zehn Einsätzen in der zweiten Liga, aus der er mit Horn abstieg. Nach dem Abstieg erzielte er im April 2018 bei einem 2:0-Sieg gegen den SC-ESV Parndorf 1919 sein erstes Regionalligator. Bis Saisonende kam er in allen 31 Spielen der Horner zum Einsatz und konnte mit den Niederösterreichern wieder in die 2. Liga aufsteigen.
Nach dem Wiederaufstieg wechselte er zur Saison 2018/19 zum Neo-Ligakonkurrenten FC Blau-Weiß Linz. Im Oktober 2018 erzielte er bei einem 6:3-Erfolg gegen die Zweitmannschaft des FK Austria Wien sein erstes Tor im Profifußball. In seiner ersten Saison bei den Linzern absolvierte er 29 Zweitligaspiele, lediglich am 19. Spieltag fehlte er gesperrt.
Nach weiteren 23 Einsätzen wurde der Vertrag im Juli 2020 während der laufenden Saison 2019/20 aufgrund disziplinärer Probleme aufgelöst. Iyobosa Edokpolor hatte zuvor am 26. Spieltag gegen seinen Ex-Klub Horn eine Einwechslung verweigert, dabei unter anderem Sportdirektor Konstantin Wawra beschimpft und war am folgenden Tag nicht zum Training erschienen.
Daraufhin wechselte er zur Saison 2020/21 zum Bundesligisten SCR Altach. Nach seinem Vertragsende verließ er Altach nach der Saison 2023/24. Im September 2024 wechselte er anschließend nach Georgien zum FC Dinamo Tiflis. Für Dinamo kam er bis zum Ende der Saison 2024 zu zwölf Einsätzen in der Erovnuli Liga. Nach der Saison 2024 verließ er die Georgier wieder. Im Februar 2025 wechselte er daraufhin nach Litauen zum FK Kauno Žalgiris.